# Јужни повратник
Јужни повратник или јарчева обратница је једна од пет основних паралела које се означавају на мапи Земље. То је најјужнија паралела на којој се Сунце у подне појављује у зениту. Ова појава се дешава на дан зимске краткодневице, када је јужна хемисфера под највећим углом у односу на Сунце.
Јужни повратник се налази на 23° 26′ 22″ јужне географске ширине. Јужно од њега су подручја суптропске и јужне умерене климатске зоне. Њој одговара слична паралела на северној полулопти под именом северни повратник или ракова обратница. Простор између ове две паралеле познат је под називом тропска зона.
Име јарчева потиче од чињеница да се Сунце у време зимске краткодневице, пре 2000 година, налазило у сазвежђу јарца (посматрано с Земље). Услед прецесије Земље, по савременим астрономским опажањима Сунце се у том тренутку налази у сазвежђу стрелца. Положај повратника се историјски мењао на сложен начин.
Када се говори о рекордима у обиласку Земље, у правилу се тражи да дужина пута не буде мања од дужине повратника, и да путања од старта до циља пресече све меридијане. Ова дужина је 36787,559 километара.

## Географија и околина
Тропик Јарца је линија раздвајања између јужног умереног појаса на југу и тропа на северу. Еквивалент северне хемисфере тропику Јарца је тропик Рака.
Положај Тропика Јарца није фиксан, већ се стално мења због благог колебања у уздужном поравнању Земље у односу на њену орбиту око Сунца. Аксијални нагиб Земље варира током периода од 41.000 година од 22,1 до 24,5 степени и тренутно се налази на око 23,4 степена. Ово колебање значи да тропик Јарца тренутно плута ка северу брзином од скоро пола лучне секунде (0,468″) географске ширине, или 15 метара, годишње (био је на тачно 23° 27′ Ј 1917. и биће на 23 ° 26'С у 2045). Стога је растојање између арктичког круга и тропика Јарца у суштини константно кретање у тандему. За информације погледајте под круговима географске ширине.
Постоји отприлике 10 сати и 41 минут дневне светлости током јунског солстиција (зима на јужној хемисфери). Током децембарског солстиција (лето на јужној хемисфери), дневно светло траје 13 сати и 35 минута. Дужина тропика Јарца на 23°26′11,7″ Ј је 36.788 km (22.859 mi).

### Африка
У већем делу овог појаса јужне Африке, минимална количина сезонских падавина је поуздана и пољопривреда је могућа, иако се приноси тешко могу такмичити са, на пример, басеном Мисисипија, чак и са сличним ђубривима за земљиште. Успешно су преграђене реке које теку из рељефних области падавина (високе еминенције) и оних са ивице Велике раседне долине, као што је Замбези, дубоко унутар тропских крајева. Ово, са алувијалним или обогаћеним земљиштем, омогућава значајан принос житарица у подручјима са добрим земљиштем. Широм овог великог региона широко је распрострањено узгајање пашњака, где интензивни, краткотрајни и ротациони приступ помаже у ђубрењу и стабилизацији земљишта, спречавајући отицање и дезертификацију. Овај приступ је традиционалан за многа племена и ромовишу га владини саветници као што је Алан Сејвори, биолог рођен у Зимбабвеу, фармер, ранчер, политичар и међународни консултант и саоснивач Сејвори института. Према дистрибуцији Универзитета Уједињених нација Наш свет, он је заслужан за развој „холистичког управљања“ 1960-их и деценијама је водио напоре против дезертификације у Африци користећи контраинтуитивни приступ већини развијених економија повећавањем броја стоке на травњацима, уместо ограђивања ради очувања. Такве праксе у овој области су биле успешне и освојиле великодушне награде; одржао је главни говор на UNCCD-овом Дану земљишта 2018. године, а касније те године и TED конференцијски говор, који је више пута поново емитован.
- Знак који означава Тропик Јарца док пролази кроз Намибију
- Споменик који обележава Тропик Јарца док пролази кроз Боцвану
- Споменик у Националном парку Кругер, Јужна Африка
- Знак који означава Тропик Јарца у региону Ацимо-Андрефана, Мадагаскар

### Аустралија
У Аустралији, области око Тропика имају неке од најпроменљивијих падавина на свету. На истоку напредне биљке као што су цветајуће грмље и еукалиптус, а у већини биорегиона траве су се прилагодиле да се носе са условим животне средине користећи дубоко корење и ниску транспирацију. Влажнија подручја, сезонски заливана, широко се користе као пашњаци. Што се тиче животиња, птица и торбара, они су добро прилагођени. Природно тешка обрадива пољопривреда је специјализована за суво воће, орашасте плодове и производе са скромном потрошњом воде. Други типови су могући ако су доступни поуздани извори наводњавања и, идеално, обогаћена или алувијална земљишта која задржавају воду, посебно пшеница; плитки извори за наводњавање у знатној мери пресушују током и након сушних година. Велики разделни ланац са више гребена поспешује падавине у довољној мери да стотине километара са обе стране буду обрадиве, а његове реке су широко испреграђиване ради складиштења неопходне воде; ово је од користи насељеним областима Новог Јужног Велса и Квинсленда.
Иза краја зелених брда, далеко од Пацифика, који је подложан топлим, негативним фазама Ел Нињо-Јужне осцилације (колоквијално ово је „Ел Нињо година/сезона“) налази се бели, црвени и жути пејзаж 2.800 до 3.300 километара кишне сенке која иде ка западу, заузврат карактерише нормално сува сточарска подручја Каналске земље, бели национални парк Кати Танда - језеро Ер, углавном црвени Мамунгарски конзервациони парк, затим пустиња Гибсон, након других, насеље са сувим пејзажима Калбари на западној обали и њеном остатку, северно. Земљу канала карактерише сув пејзаж са низом древних поплавних равница река које тек повремено теку. Главне реке су река Џорџина, Купер крик и река Дијамантина. У већини година, њихове воде се апсорбују у земљу или испаравају, али када има довољно падавина у њиховом сливном подручју, ове реке се уливају у језеро Ер у Јужној Аустралији. Једна од најзначајнијих падавина се догодила 2010. године када је монсунски минимум од бившег циклона Олга створио период изузетних падавина.
Ел Нињо неповољне фазе изазивају промену атмосферске циркулације; падавине се смањују у Индонезији и Аустралији, падавине и формирање тропских циклона се повећавају у тропском Пацифику. Приземни ветрови ниског нивоа, који обично дувају од истока ка западу дуж екватора, или слабе или почињу да дувају из другог правца.
- Тропик Јарца док пролази кроз Аустралију на Дановој мапи света из 1794
- Путоказ који означава Тропик Јарца у Западној Аустралији
- Монумент који обележава Тропик Јарца северно од Алис Спрингса, Северна територија
- Тропик Јарца на развојном путу Дијамантина, Амару, Квинсленд
- Торањ који означава Тропик Јарца у Рокхемптону, Квинсленд (4 km северно од стварног Тропика Јарца)

### Јужна Америка
У Јужној Америци, док су тла у континенталним кратонима стара скоро као у Аустралији и Јужној Африци, присуство геолошки младих Анда у развоју значи да се овај регион налази на западној страни суптропских антициклона и стога прима топао и влажан ваздух са Атлантског океана. Као резултат тога, области у Бразилу поред Тропика су импресивно продуктивне пољопривредне регије, које производе велике количине усева као што је шећерна трска, а природна вегетација прашуме је скоро у потпуности очишћена, осим неколико преосталих делова Атлантске шуме. Даље јужније у Аргентини, умерени травњаци у региону Пампас су подједнако утицајни на пшеницу, соју, кукуруз и говедину, што ову земљу чини једним од највећих светских пољопривредних извозника, слично улози коју игра регион Прерије у Канади.
Западно од Анда, који стварају кишну сенку, ваздух се даље хлади и суши хладном Хумболтовом струјом која га чини веома сушним, стварајући пустињу Атакама, једну од најсушнијих на свету, тако да нема глечера између вулкана Сајама на 18˚30' Ј и Керо Трес Крусис на 27˚ Ј. Вегетација овде скоро да и не постоји, иако су на источним падинама Анда падавине адекватне за пољопривреду зависну од кише.
- Споменик који обележава Тропик Јарца северно од Антофагасте, Чиле
- Сунчани сат на Тропику Јарца, провинција Хухуј), Аргентина
- Знак који означава тропик у Маринги, Бразил
- Маркер за тропик у Маринги, Парана, Бразил